# Sinéia do Vale
Sinéia do Vale, ou Sinéia Wapichana como também é conhecida, é uma líder indígena da etnia wapichana, das terras indígenas Raposa Serra do Sol e Serra da Lua, localizadas ao norte de Roraima, na fronteira entre o Brasil e a Guiana. Há décadas o local é foco de conflitos por conta da vasta exploração de minérios, especialmente de ouro. Sinéia é gestora ambiental e coordenadora do departamento ambiental do Conselho Indígena de Roraima. E em 2021, ganhou destaque internacional ao ser convidada a participar da Cúpula de Líderes sobre o Clima, sendo a única brasileira (além do presidente Jair Bolsonaro) a participar do evento.
Como ocupante do cargo de gestora ambiental, Sinéia integra o Conselho Indígena de Roraima (CIR), uma organização indígena sem fins lucrativos, criada em agosto de 1990, que tem por objetivo a luta pela garantia dos direitos assegurados na Constituição Federal e o fortalecimento da autonomia dos povos indígenas no estado de Roraima. Desde o ano de 2008, o CIR realiza cursos de formação continuada para Agentes Territoriais e Ambientais Indígenas (ATAI), através do seu Departamento de Gestão Ambiental coordenado pela técnica indígena Wapichana, Sineia Bezerra do Vale, envolvendo representantes de todas as etnorregiões do estado e um total de mais de 240 agentes capacitados até o ano de 2014.
Organizou, juntamente com Alessandro Roberto de Oliveira, a publicação Amazad Pana’adinhan : percepções das comunidades indígenas sobre as mudanças climáticas: região da Serra da Lua – RR. Tal publicação apresentou os resultados da iniciativa do Conselho Indígena de Roraima e das comunidades indígenas da Serra da Lua de promover a discussão sobre “Mudanças climáticas e povos indígenas” no período compreendido pelos anos de 2011 e 2014. Para debater o tema localmente em três terras indígenas, três equipes de Agentes Territoriais e Ambientais (ATAIs) realizaram estudos de caso para saber como suas comunidades percebem as mudanças do clima a partir de seus conhecimentos e práticas tradicionais. Este volume reuniu as interpretações conjuntas desenvolvidas pelos ATAIs durante o processo de revisão e análise dos materiais produzidos durante estes estudos. O resultado é um detalhado registro atual dos efeitos causados pelas mudanças climáticas nas plantações, na vida dos animais, nas dinâmicas dos rios e dos peixes, na disponibilidade dos recursos naturais de um modo geral, tendo como base de referência os conhecimentos tradicionais. O desdobramento pragmático dos estudos foi uma proposta de um plano
regional de ações de enfrentamento às mudanças climáticas na região Serra da Lua.
Em 2018, Sinéia participou do documentário Quentura, dirigido por Mari Corrêa, que mostra as transformações do clima na voz de mulheres indígenas da Amazônia; destacando suas percepções e experiências vivenciadas em função das mudanças climáticas e como essas afetam suas roças, alimentação e modo de vida na floresta.
Em entrevista concedida à revista eletrônica Coletiva em abril de 2020, Sinéia lamentou o aumento do desmatamento na Floresta Amazônica o qual, segundo ela, também tem sido sentido pelos indígenas. Ela também criticou a atuação do Ministério do Meio Ambiente. Ao responder sobre o andamento das políticas públicas a respeito das mudanças climáticas no Brasil, afirmou que o ministério está "totalmente parado" e que o comitê gestor e a câmara técnica "não estão funcionando". No mesmo ano, em um debate com a deputada federal Joênia Wapichana, Sinéia enfatizou a defesa pela manutenção dos direitos territoriais indígenas afirmando que
| “                  | O mundo inteiro fala que a Amazônia é o pulmão do mundo. Mas no pulmão do mundo moram muitos povos indígenas que precisam ter o direito garantido para continuar fazendo com que esse pulmão continue batendo todos os dias. | ” |
| — Sinéia Wapichana | |   |

A fala de Sinéia na Cúpula de Líderes sobre o Clima de 2021, comandada pelo presidente americano Joe Biden, aconteceu no mesmo dia 24 de abril, mesma data do pronunciamento de Bolsonaro aos colegas — ao evento foram convidados 40 presidentes, além de outros participantes como o papa Francisco. O encontro foi realizado por videoconferência, devido à pandemia do novo coronavírus. Nesta conferência, Sinéia participou virtualmente do painel “Ação Climática em Todos os Níveis”; em uma conversa que foi mediada pelo administrador da Agência de Proteção Ambiental dos Estados Unidos (EPA), Michael Reagan, e contou com as presenças de outras mulheres como a prefeita de Paris, Anne Hidalgo, e a presidente do Congresso Nacional dos Indígenas Americanos, Fawn Sharp.
Durante sua participação na Cúpula de Líderes sobre o Clima de 2021, Sinéia foi acompanhada pelos coordenadores do Conselho Indígena de Roraima – Enock Taurepang e Edinho Batista Macuxi. Em um discurso de cinco minutos, evitando fazer referências diretas ao nome de Jair Bolsonaro e de outros membros de seu governo, Sinéia criticou a atuação governamental ao afirmar que políticas públicas e recursos precisam 'chegar nas pontas'. Disse que, “quando falamos de clima e do Acordo de Paris, falamos também de garantia de direitos porque a conservação das florestas no Brasil, seja na Amazônia ou em outro bioma, acontece em unidades de conservação e em terras indígenas. Os povos indígenas têm grande responsabilidade”. Também lembrou que os direitos garantidos na Constituição de 1988 precisam respeitados e que as demarcações dos territórios indígenas sejam feitas. Destacou também que tais direitos incidem sobre a questão climática e a resiliência dos povos indígenas e revelou que as câmaras técnicas (grupos criados temporariamente para debater temas específicos) de mudanças climáticas e estratégias de REED estão paradas. Em dado momento, comparou os indígenas a cientistas: "Os povos indígenas trazem conhecimentos ancestrais, conhecimentos tradicionais que são tão importantes quanto a Ciência, os pesquisadores e cientistas renomados. Os povos indígenas são doutores na questão do meio ambiente". Segundo Sineia, os povos indígenas não falam em “adaptação” e sim “enfrentamento” à mudança climática.